# Діелектричні рукавички

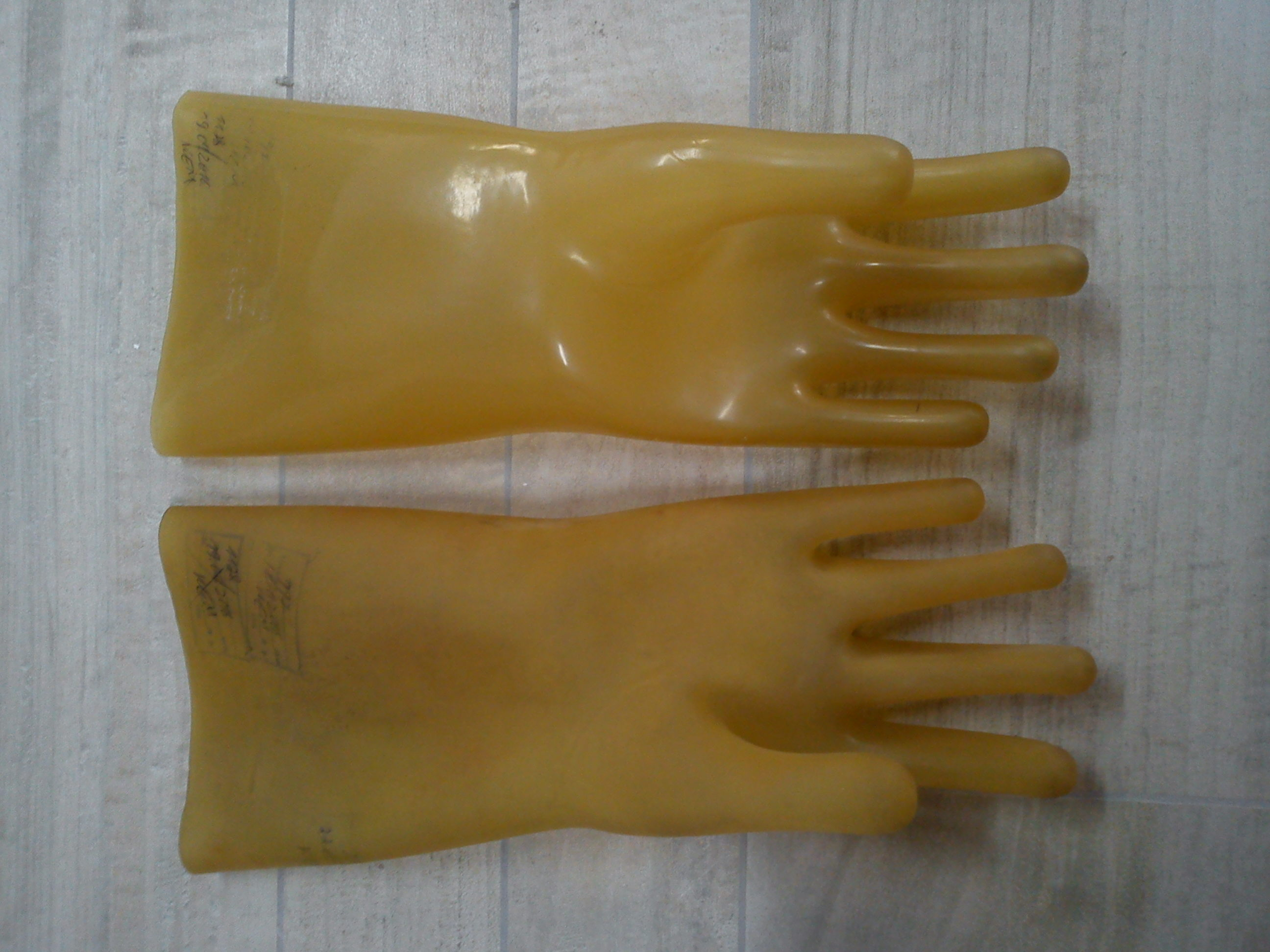
Діелектричні рукавички

Діелектри́чні рукави́чки або рукави́чки з ізоляці́йного матеріа́лу — особистий засіб захисту від ураження електричним струмом.
Діелектричні рукавички — один із засобів для захисту від струму під час роботи в електроустановках. Виготовляють їх із спеціальної гуми, до складу якої входять речовини, що надають виробу еластичності та електричної міцності, однак і такий матеріал має властивість руйнуватися під дією мастил, бензину, тепла, ультрафіолетового випромінення або за наявності механічного впливу.

## Призначення
Діелектричні рукавички за своїм призначенням, використовуються у двох випадках:
- Для роботи з електроустановками на електричну напругу не більшу за 1000 В, як основний засіб захисту.
- Для роботи з електроустановками з напругою вище 1000 В. У цьому разі, діелектричні рукавички є додатковим засобом захисту при роботах за допомогою основних засобів безпеки (покажчиків високої напруги, штанг, захисних та електровимірювальних кліщів тощо).

## Експлуатаційні характеристики
- Рукавички призначені для експлуатації в температурному інтервалі від плюс 40° до мінус 40°С.
- Максимальний струм витоку для рукавичок класу 0 за напруги (9,0 + 0,4) кВ, не повинен перевищувати 9 мА.
- Рукавички за експлуатаційними характеристиками і методами випробувань повинні відповідати вимогам ДСТУ IEC 60903:2008[1].

Можна зустріти декілька різновидів даного засобу захисту:
- безшовні;
- зі швом;
- двопалі;
- п'ятипалі.

Незалежно від цього, до всіх видів рукавичок ставляться однакові вимоги:
- довжина їх повинна бути не меншою за 350 мм;
- обов'язковою є наявність маркування;
- розмір рукавичок повинен бути таким, щоб під них можна було одягнути трикотажні рукавички, наприклад, під час роботи на холоді;
- ширина розтруба повинна бути достатньою для того, щоб одягнути його поверх рукава.

## Особливості використання
Перед застосуванням, рукавички слід уважно оглянути на предмет механічних пошкоджень, забруднень і відсутності вологи, а також перевірити наявність проколів шляхом скручення рукавичок в бік пальців (створення тиску повітря).
Кожен раз перед експлуатацією рукавички діелектричні потрібно перевіряти шляхом заповнення їх повітрям для виявлення наскрізних отворів, які можуть стати причиною ураження струмом.
Для захисту від механічних пошкоджень допустимо одягати поверх діелектричних рукавичок шкіряні або брезентові рукавиці.
Час від часу, слід промивати рукавички в мильній воді з подальшим сушінням.

## Випробування
Діелектричні рукавички необхідно повністю занурити у ванну з теплою водою. Вода наливається також всередину рукавичок. При цьому рівень води як всередині, так і зовні рукавичок повинен бути на п'ять сантиметрів нижче верхніх країв, які повинні залишатися сухими.
Протягом однієї хвилини подається випробувальна напруга 6 кВ між корпусом ванни і електродом, який опускають всередину рукавички. При бажанні можливе одночасне випробування відразу декількох пар, але при цьому необхідно контролювати значення струму, що проходить через кожну рукавичку. Він повинен бути не більшим від 6 мА.
При пробої або перевищенні нормованого показника струму, рукавички бракують, і їх подальша експлуатація категорично заборонена. 
Діелектричні рукавички піддають випробуванням в сертифікованих лабораторіях один раз на шість місяців про що свідчить спеціальний штамп з датою, який наносять на виріб кожного разу.